# Appingedammer Bronsmotorenfabriek

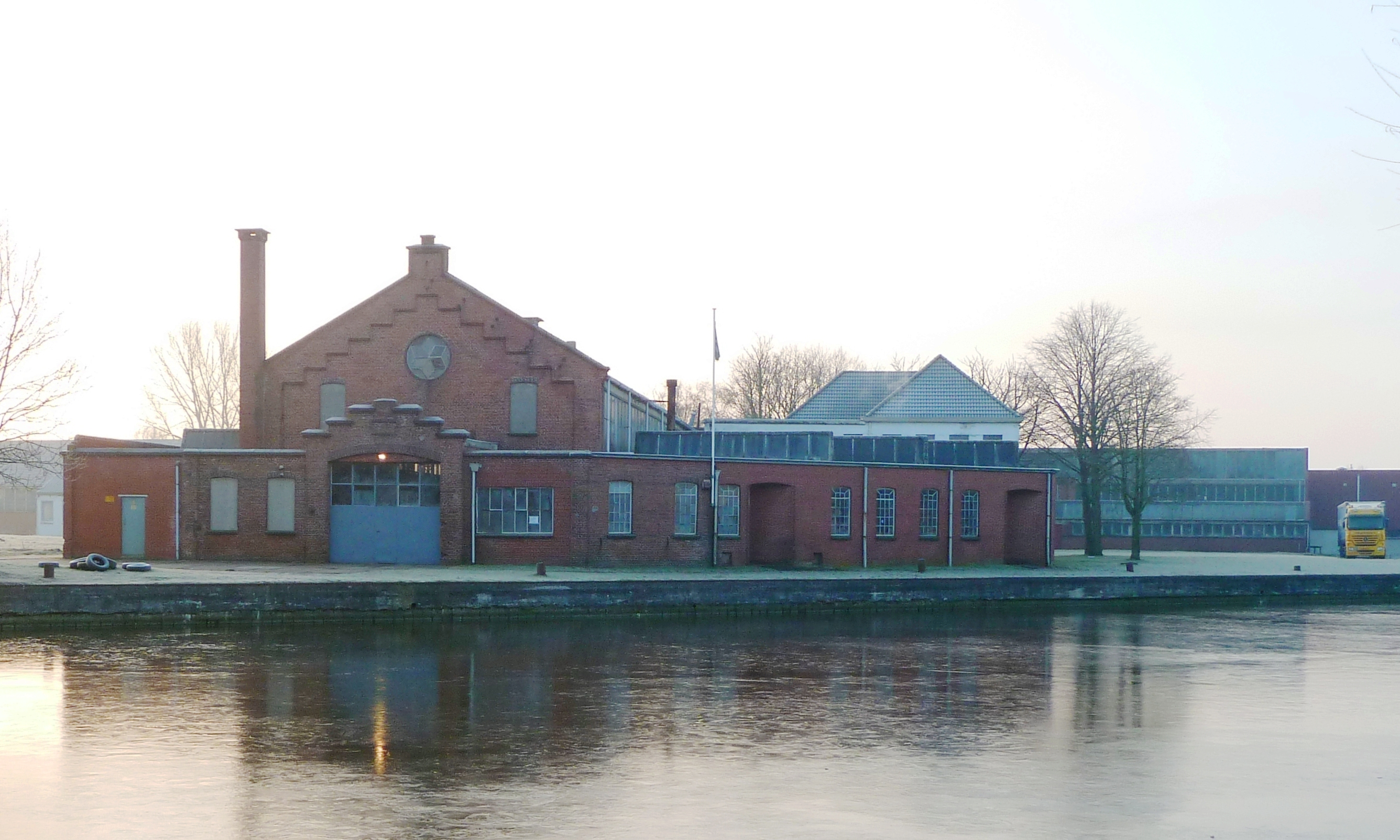
Die Motorenfabrik am Damsterdiep in Appingedam

N.V. Appingedammer Bronsmotorenfabriek war ein 1907 in Appingedam gegründetes Motorenbauunternehmen, das bis 2004 Dieselmotoren baute.

## Geschichte

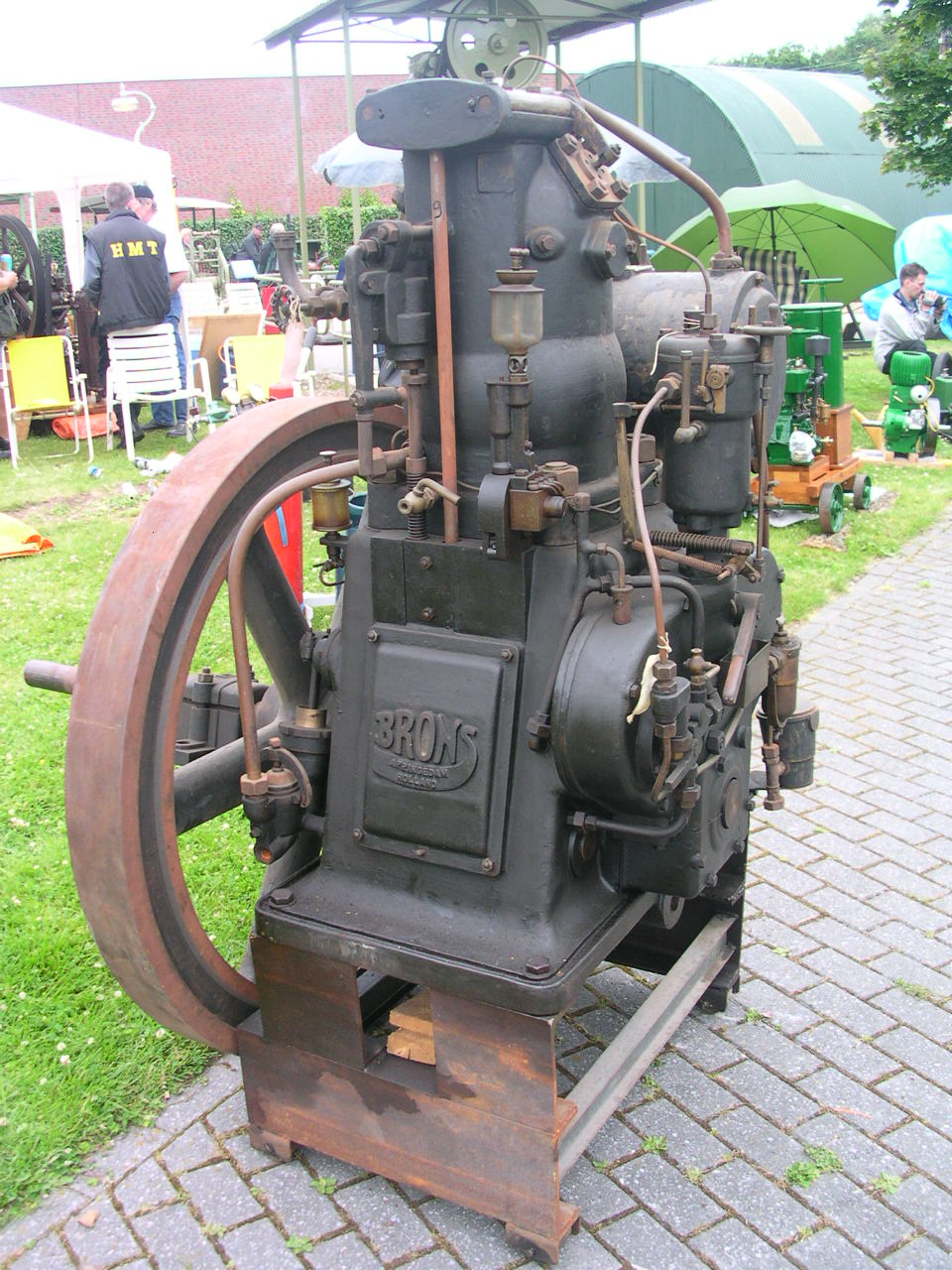
Ein „bakjesknapper“

Der Gründer des Unternehmens war der am 20. Januar 1865 in Wagenborgen geborene Jan Brons. Brons' Vater war Zimmermann und baute mit seinem Sohn über die Winterzeit unter anderem Dreschmaschinen, die das technische Interesse von Jan auf den Maschinenbau lenkten. Um 1891 baute Brons seinen ersten Benzinmotor nach britischem Vorbild, danach begann er sich mit den Entwicklungen Rudolf Diesels zu beschäftigen, hatte aber nicht die technischen Voraussetzungen um die beim Dieselmotor notwendige Hochdruckeinspritzung umzusetzen. Er entwickelte stattdessen einen Motor mit einer Art Vorkammer in die mit geringerem Druck eingespritzt wurde. Die Konstruktion geriet zum Erfolg und wurde 1907 in Deutschland patentiert. Aufgrund der guten Nachfrage des in den Niederlanden unter dem Spitznamen bakjesknapper bekannten Motors wurde am 1. April 1907 eine Motorenfabrik mit einer Belegschaft von 47 Mann am Damsterdiep in Appingedam eröffnet.

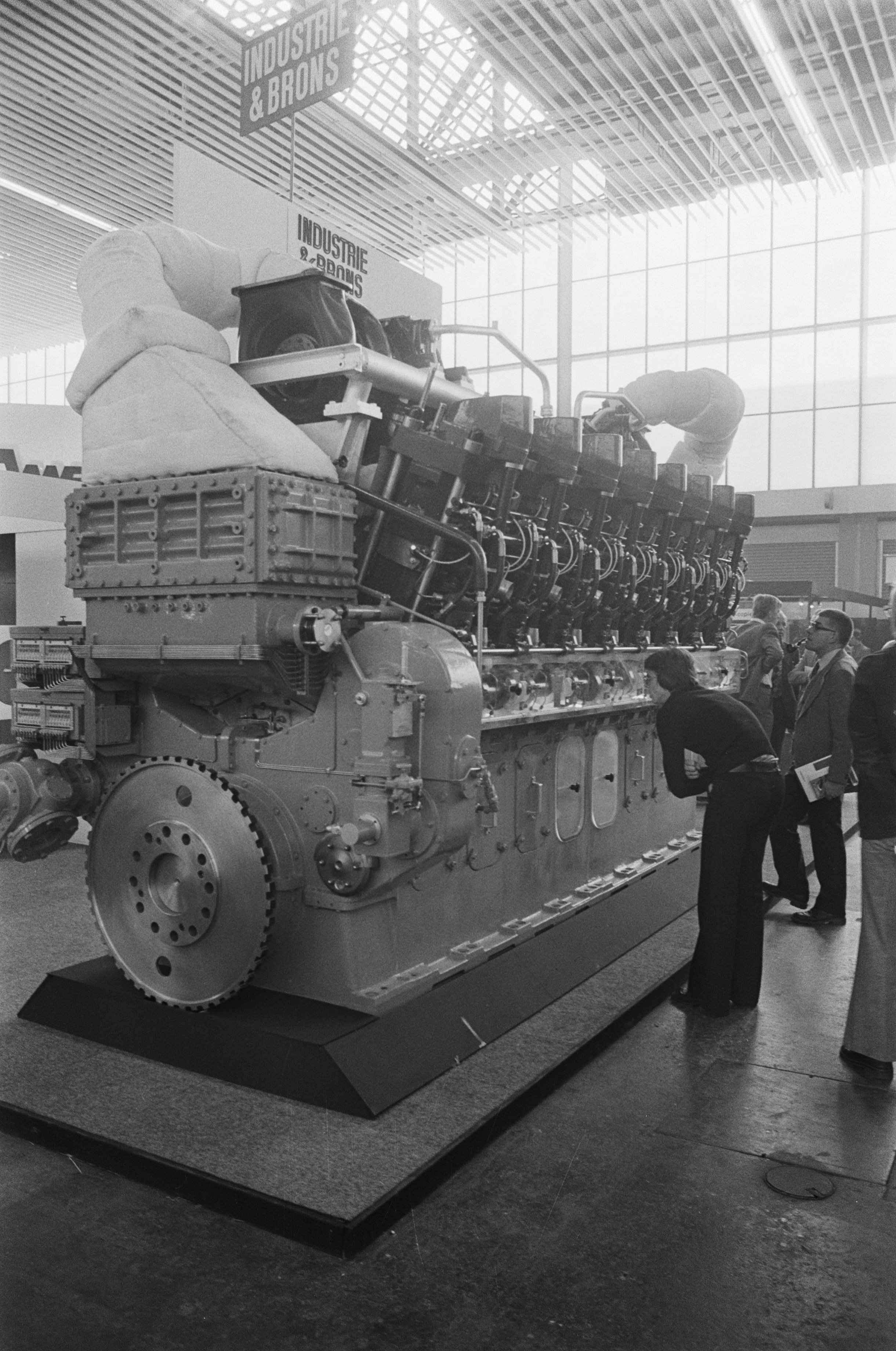
Ein Industrie-&-Brons-Dieselmotor auf einer Ausstellung 1975

In den folgenden Jahrzehnten entwickelte Brons verschiedene Motorenbaumuster für den Einbau in LKW, Traktoren, Schiffe sowie Stationärmotoren, wobei später nur noch Schiffs- und Stationärmotoren mit im Laufe der Jahre immer weiter steigender Leistung und Größe gebaut wurden. Im Zuge der beiden Weltkriegen und der Weltwirtschaftskrise ging das Unternehmen durch Höhen und Tiefen und in den Wiederaufbaujahren nach dem Zweiten Weltkrieg wuchs auch Brons. Ab 1971 arbeiteten die Motorenbauer Brons, Bolnes aus Krimpen aan de Lek und de Industrie  aus Alphen aan den Rijn unter dem Namen Nederlandse Motoren Combinatie zusammen. Bolnes verließ die Gemeinschaft nach einiger Zeit wieder und die nötige Entwicklung neuer Turbodiesel-Motoren musste durch Brons und de Industrie alleine finanziert werden. Im Jahr 1975 war die Anzahl der Arbeitnehmer bei Brons auf 500 gestiegen und 1976 verschmolzen Brons und de Industrie zu einem Unternehmen. 1989 wurde Brons Industrie durch Waukesha Engines übernommen, die in Appingedam bis Ende 2004 weiter Motoren fertigten.
Die Belieferung mit Ersatzteilen wurde an ein externes Unternehmen verkauft und in den Appingedamer Fabrikhallen zog ein Brons-Motorenmuseum ein, das die ehemaligen Fabrikhallen 2020 verlassen musste.